# Storbäcktjärnarna (Särna socken, Dalarna, 683588-131857)
Storbäcktjärnarna är en sjö i Älvdalens kommun i Dalarna och ingår i Dalälvens huvudavrinningsområde.